# تريفور باين
تريفور باين (بالإنجليزية: Trevor Bayne)‏ هو سائق سيارة سباق أمريكي، ولد في 19 فبراير 1991 في نوكسفيل في الولايات المتحدة.

## وصلات خارجية
- الموقع الرسمي
- تريفور باين على موقع Racing-Reference.info (الإنجليزية)
- تريفور باين على موقع DriverDB.com (الإنجليزية)